# Język touo
Język touo, także: baniata, lokuru, mbaniata – język używany w Prowincji Zachodniej (Wyspy Salomona), w południowej części wyspy Rendova. Według danych z 1999 roku posługuje się nim blisko 2 tys. osób. 
W odróżnieniu od większości języków Wysp Salomona nie należy do rodziny austronezyjskiej. Wraz z językami lavukaleve, bilua i savo został zaliczony do języków centralnych Wysp Salomona. Niemniej część badaczy uważa go za izolat, nie uznając pokrewieństwa tych języków. Niegdyś znalazł się też w propozycji rodziny wschodniopapuaskiej.
Wyróżnia się dwa główne dialekty: mbaniata i lokuru.